# Карик он Шанън
Карик он Шанън (на английски: Carrick-on-Shannon; на ирландски: Cora Droma Rúisc, в най-близък превод Карик на Шанън) е град в северната част на Ирландия. Намира се в графство Лийтрим на провинция Конахт на около 45 km от границата със Северна Ирландия около река Шанън, от където носи и своето име. Главен административен център на графство Лийтрим. Има жп гара, която е открита на 3 декември 1862 г. Населението му е 3163 жители от преброяването през 2006 г. 